# Jac Cordang
Jac (Cockie) Cordang (Blerick, 10 september 1941) is een voormalig Nederlands voetballer die tijdens zijn profloopbaan uitsluitend voor VVV speelde.

## Spelersloopbaan
Samen met drie ploeggenoten (Pierre Brueren, Frans de Bruin en Ronnie van Zeijst) maakte Cordang in 1963 de overstap van het destijds op het hoogste amateurniveau, de Eerste klasse, uitkomende SV Blerick naar de profs van VVV. Op 8 december 1963 maakte hij er zijn competitiedebuut, in een uitwedstrijd bij Elinkwijk (5-0 verlies). Vier dagen later scoorde Cordang het enige en winnende doelpunt namens de eerstedivisionist in een vriendschappelijke wedstrijd tegen eredivisionist Fortuna '54 (0-1 zege). Drie dagen later mocht de rechtshalf opnieuw in een competitiewedstrijd aan de aftrap verschijnen. De thuiswedstrijd op 15 december 1963 tegen Velox eindigde echter opnieuw in een deceptie: 0-4. Het zou voor Cordang bij die twee competitieduels blijven, hij kwam de rest van het seizoen 1963-64 niet meer in actie. Na afloop van dat ene seizoen ging de Blerickenaar weer bij de amateurs voetballen, ditmaal bij HBSV met welke club hij in zijn eerste jaar het kampioenschap in de Vierde klasse kon vieren.

## Profstatistieken
| Seizoen         | Club            | Competitie      | Competitie | Competitie | Beker | Beker | Overige | Overige | Totaal | Totaal |
| Seizoen         | Club            | Competitie      | Wed.       | Dlp.       | Wed.  | Dlp.  | Wed.    | Dlp.    | Wed.   | Dlp.   |
| --------------- | --------------- | --------------- | ---------- | ---------- | ----- | ----- | ------- | ------- | ------ | ------ |
| 1963/64         | VVV             | Eerste divisie  | 2          | 0          | 0     | 0     | —       | —       | 2      | 0      |
| Carrière totaal | Carrière totaal | Carrière totaal | 2          | 0          | 0     | 0     | 0       | 0       | 2      | 0      |

## Trivia
Jac Cordang wordt nog wel eens verward met zijn eveneens van SV Blerick afkomstige plaats- en (bijna-)naamgenoot, Jacky Cordang die tussen 1955 en 1962 het doel verdedigde van VVV.